# Tuffi ai campionati mondiali di nuoto 2013 - Trampolino 3 metri maschile
La competizione di tuffi dal trampolino 3 metri maschile dei campionati mondiali di nuoto 2013 si è svolta in tre fasi. Il turno eliminatorio, a cui hanno partecipato 46 atleti, si è svolta nella mattinata del 25 luglio. I migliori diciotto hanno gareggiato nella semifinale il pomeriggio del 25 luglio, da qui i migliori dodici competeranno per la medaglia il 26 luglio.

## Medaglie
| Posizione | Atlete           | Paese   |
| --------- | ---------------- | ------- |
| Oro       | He Chong         | Cina    |
| Argento   | Evgenij Kuznecov | Russia  |
| Bronzo    | Yahel Castillo   | Messico |

## Risultati
In verde sono indicati gli atleti ammessi alla finale. In giallo sono indicati gli atleti eliminati nel corso della semifinale.
| Pos. | Atleta                | Nazionalità     | Preliminare | Preliminare | Semifinale | Semifinale | Finale    | Finale |
| Pos. | Atleta                | Nazionalità     | Punti       | Pos.        | Punti      | Pos.       | Punti     | Pos.   |
| ---- | --------------------- | --------------- | ----------- | ----------- | ---------- | ---------- | --------- | ------ |
|      | He Chong              | Cina            | 421.85      | 6           | 483.15     | 2          | 544.95    | 1      |
|      | Evgenij Kuznecov      | Russia          | 419.40      | 8           | 476.00     | 3          | 508.00    | 2      |
|      | Yahel Castillo        | Messico         | 438.25      | 5           | 465.90     | 4          | 498.30    | 3      |
| 4    | Illja Kvaša           | Ucraina         | 457.15      | 2           | 420.95     | 11         | 494.10    | 4      |
| 5    | Qin Kai               | Cina            | 417.50      | 9           | 493.65     | 1          | 473.25    | 5      |
| 6    | Javier Illana         | Spagna          | 439.70      | 4           | 434.45     | 8          | 468.15    | 6      |
| 7    | Patrick Hausding      | Germania        | 409.40      | 13          | 447.75     | 5          | 445.75    | 7      |
| 8    | Shō Sakai             | Giappone        | 421.75      | 7           | 416.10     | 12         | 433.40    | 8      |
| 9    | Constantin Blaha      | Austria         | 385.00      | 18          | 438.50     | 7          | 429.45    | 9      |
| 10   | Oleksandr Horškovozov | Ucraina         | 392.50      | 17          | 433.95     | 9          | 425.85    | 10     |
| 11   | Grant Nel             | Australia       | 416.40      | 10          | 440.05     | 6          | 420.75    | 11     |
| 12   | Kristian Ipsen        | Stati Uniti     | 413.90      | 12          | 427.55     | 10         | 413.35    | 12     |
| 16.5 | H09.5                 |                 |             |             |            |            | 00:55.635 | O      |
| 13   | Stefanos Paparounas   | Grecia          | 407.40      | 14          | 414.50     | 13         |           |        |
| 14   | Il'ja Zacharov        | Russia          | 396.15      | 16          | 414.20     | 14         |           |        |
| 15   | César Castro          | Brasile         | 402.60      | 15          | 409.65     | 15         |           |        |
| 16   | Jack Laugher          | Gran Bretagna   | 471.85      | 1           | 405.10     | 16         |           |        |
| 17   | Yorick de Bruijn      | Paesi Bassi     | 414.70      | 11          | 390.05     | 17         |           |        |
| 18   | Stephan Feck          | Germania        | 440.90      | 3           | 361.35     | 18         |           |        |
| 16.5 | H09.5                 |                 |             |             |            |            | 00:55.635 | O      |
| 19   | Tommaso Rinaldi       | Italia          | 383.95      | 19          |            |            |           |        |
| 20   | François Imbeau-Dulac | Canada          | 374.60      | 20          |            |            |           |        |
| 21   | Riley McCormick       | Canada          | 374.50      | 21          |            |            |           |        |
| 22   | Kim Yeong-Nam         | Corea del Sud   | 373.20      | 22          |            |            |           |        |
| 23   | Chew Yiwei            | Malaysia        | 368.75      | 23          |            |            |           |        |
| 24   | Xie Zhen              | Hong Kong       | 366.00      | 24          |            |            |           |        |
| 25   | Espan Valheim         | Norvegia        | 364.85      | 25          |            |            |           |        |
| 26   | Rene Hernández        | Cuba            | 364.30      | 26          |            |            |           |        |
| 27   | Andrzej Rzeszutek     | Polonia         | 358.25      | 27          |            |            |           |        |
| 28   | Michele Benedetti     | Italia          | 356.40      | 28          |            |            |           |        |
| 29   | Ooi Tze Liang         | Malaysia        | 354.45      | 29          |            |            |           |        |
| 30   | Sebastián Morales     | Colombia        | 351.40      | 30          |            |            |           |        |
| 31   | Christopher Mears     | Gran Bretagna   | 348.15      | 31          |            |            |           |        |
| 32   | Daniel Islas          | Messico         | 347.15      | 32          |            |            |           |        |
| 33   | Espen Bergslien       | Norvegia        | 340.05      | 33          |            |            |           |        |
| 34   | Yona Knight-Wisdom    | Giamaica        | 339.30      | 34          |            |            |           |        |
| 35   | Cho Kwan-Hoon         | Corea del Sud   | 337.05      | 35          |            |            |           |        |
| 36   | Jaŭhen Karalëŭ        | Bielorussia     | 335.80      | 36          |            |            |           |        |
| 37   | Vinko Paradzik        | Svezia          | 330.75      | 37          |            |            |           |        |
| 38   | Edickson Contreras    | Venezuela       | 330.45      | 38          |            |            |           |        |
| 39   | Jorge Carballo        | Cuba            | 321.40      | 39          |            |            |           |        |
| 40   | Chola Chanturia       | Georgia         | 317.50      | 40          |            |            |           |        |
| 41   | Frandiel Gómez        | Rep. Dominicana | 309.10      | 41          |            |            |           |        |
| 42   | Nicolás García        | Spagna          | 307.10      | 42          |            |            |           |        |
| 43   | Jesús Liranzo         | Venezuela       | 292.95      | 43          |            |            |           |        |
| 44   | Abbas Abdulrahman     | Kuwait          | 289.45      | 44          |            |            |           |        |
| 45   | Akhmad Sukran Jamjami | Indonesia       | 225.35      | 45          |            |            |           |        |
| 46   | Argenis Alvarez       | Rep. Dominicana | 200.75      | 46          |            |            |           |        |